# Бурњеф ан Рец
Бурњеф ан Рец (фр. Bourgneuf-en-Retz) насеље је и општина у западној Француској у региону Лоара, у департману Атлантска Лоара која припада префектури Сен Назер.
По подацима из 2011. године у општини је живело 3442 становника, а густина насељености је износила 64,71 становника/km². Општина се простире на површини од 53,19 km². Налази се на средњој надморској висини од 6 метара (максималној 39 m, а минималној 0 m).

## Демографија
| 1962. | 1968. | 1975. | 1982. | 1990. | 2011. |
| ----- | ----- | ----- | ----- | ----- | ----- |
| 2.289 | 2.225 | 2.161 | 2.283 | 2.346 | 3.442 |